# گیاه ماهی طلایی (کولومنئا)
گیاه ماهی طلایی (کولومنئا) (نام علمی: Columnea) نام یک سرده از خانواده جسنریان است.